# Września (województwo mazowieckie)
Września – wieś w Polsce położona w województwie mazowieckim, w powiecie sierpeckim, w gminie Rościszewo. Ma status sołectwa.
Prywatna wieś szlachecka położona była w drugiej połowie XVI wieku w powiecie sierpeckim województwa płockiego. W latach 1975–1998 miejscowość należała administracyjnie do województwa płockiego.
W 1943 okupanci niemieccy wprowadzili dla miejscowości nazwę okupacyjną Scheindingen.